# سیارک ۲۲۵۹۸
سیارک ۲۲۵۹۸ (به انگلیسی: 22598 Francespearl، نامگذاری:1998HO117) بیست و دو هزار و پانصد و نود و هشتمین سیارک کشف شده‌است که در ۲۳ آوریل ۱۹۹۸ کشف شد.
قدر مطلق سیارک برابر ۱۶.۲ است.